# Schätzle Holding
Die Schätzle Holding AG mit Sitz in Luzern ist eine in den Bereichen Mineralölhandel und Baustoffproduktion tätige Schweizer Unternehmensgruppe. Sie betreibt in der Zentralschweiz rund 90 AVIA-Tankstellen, teils mit Waschanlagen ausgerüstet, und vertreibt nebst Treibstoffen auch Heizöl, Schmierstoffe sowie Spezialprodukte. Darüber hinaus führt sie auch Tankrevisionen und Tanksanierungen durch. Zur Unternehmensgruppe gehört ebenfalls die auf die Produktion und den Vertrieb von Beton, Kies, Sand, Kiessand, Splitt und Planiekies spezialisierte Seekag Seeverlad + Kieshandels AG sowie die Gebäudetechnik-Firmen Eiholzer AG und Burri & Lötscher AG. Das in fünfter Generation geführte Familienunternehmen beschäftigt rund 160 Mitarbeiter und erwirtschaftete 2006 einen Umsatz von 312 Millionen Schweizer Franken.

## Geschichte
Das Unternehmen wurde 1870 durch Conrad Schätzle gegründet. Dieser begann seine Tätigkeit zunächst mit dem Handel von Bieren der Basler Brauerei Warteck sowie ausländischen Spezialitäten. Der vor allem im Sommer gut laufende Bierhandel wurde in den Wintermonaten durch Kohlenhandel ergänzt.
1904 übernahm Conrad Schätzles Sohn Alfred Schätzle die Unternehmensleitung. Dieser baute den Familienbetrieb aus und wandelte diesen 1914 von einer Einzelfirma in eine Aktiengesellschaft mit Fokus auf den Kohlenimport um. Im gleichen Jahr eröffnete er eine Brikettfabrik. 1922 eröffnete Schätzle eine Umschlagsanlage für Kies, Hartschotter und weitere Güter und gründete hierfür die Seekag Seeverlad + Kieshandels AG. Kurz vor Beginn des Zweiten Weltkrieges übernahmen seine drei Söhne Walter, Hans und Alfred das Familienunternehmen.
Um der nach dem Zweiten Weltkrieg beginnenden Verdrängung von Kohle als Heizstoff durch das immer verbreitetere Heizöl entgegenzutreten, schloss sich die Schätzle AG 1948 der AVIA-Vereinigung an. Zwei Jahre später erfolgte die Eröffnung ihrer ersten Tankstelle in Luzern. 1957 nahm das Unternehmen den Handel mit Schmierstoffen auf, gleichzeitig trat mit Robert Schätzle die vierte Generation in die Firma ein.
Unter der Leitung der Cousins Robert und Alfred Schätzle wurden die Geschäftsaktivitäten sowohl der Schätzle AG wie auch der Seekag, für die 1974 ein Werk für Fertigbeton in Betrieb genommen wurde, weiter ausgebaut. Die beiden Unternehmen wurden 1978 mit der auf Tankrevision und Tanksanierung spezialisierten Schätzle-Service AG ergänzt.
1991 wurde das neue "AVIA Haus" an der Landenbergstrasse in Luzern bezogen. Präsident von AVIA International war von 1998 bis 2009 Robert Schätzle.
Im 2011 fusionierten zwei AVIA Firmen, die Balmer AG in Schüpfheim sowie die Binzegger AG in Zug, mit der Schätzle AG.
Schätzle AG übernahm im 2015 in Meggen die Aktienmehrheit der Burri & Lötscher AG in der zur Sanitär- und Heizungsbranche. 2017 wurden mit der   Eiholzer AG und der René Jambé AG zwei weitere Firmen aus dem Bereich der Gebäudetechnik übernommen.
2021 eröffnete die Schätzle AG an der AVIA Tankstelle in Geuensee ihre erste Wasserstofftankstelle. Die Schätzle AG tat damit einen ersten Schritt zu CO2-neutralen Energieträgern. Zusammen mit AXPO und H2Uri wird Schätzle ab 2026 mit einer Wasserstoffproduktionsanlage selbst produzierte CO2-neutrale Energie für Mobilität und Wärme erhalten. Seit 2023 ist die Schätzle AG Aktionäre der AVIA VOLT Suisse AG, welche E-Ladestationen verkauft und betreibt.
Heute wird das traditionelle Luzerner Familienunternehmen in der fünften Generation von Urs Schmidli, Alexander Hophan, sowie von Jean-Luc Bonjour und Alexander Streitzig geführt. Ein externer Verwaltungspräsident nimmt den Vorsitz wahr. Der Verwaltungsrat setzt sich wie folgt zusammen: Franz-Peter Bissig (Präsident des Verwaltungsrates), Corina Schwald-Schätzle (VR-Mitglied), Thomas Bornhauser (VR-Mitglied) und Claude Berthold (VR-Mitglied). Bereits ist mit Alain Schwald auch die sechste Generation im Unternehmen vertreten und entwickelt dieses aktiv mit.
Die Schätzle Gruppe beschäftigt heute insgesamt rund 160 Mitarbeiter und gehört zu den führenden Energieversorgern der Zentralschweiz.